# Route de Blagnac
La route de Blagnac (en occitan : rota de Blanhac) est une voie de Toulouse, chef-lieu de la région Occitanie, dans le Midi de la France.

## Situation et accès

### Description
La route de Blagnac est une voie publique. Elle traverse le quartier des Sept-Deniers.
Elle correspond à une partie de l'ancienne route départementale 7, classée en 1813 entre Lectoure et Toulouse. En 1938, elle devient la route départementale 1 qui va du hameau de Séguenville, sur la commune de Cabanac-Séguenville à l'ouest du département de la Haute-Garonne, à Toulouse, et de là à Revel, à l'est du département. En 2017, la partie de la route sur le territoire de Toulouse Métropole lui est transférée et elle devient la route métropolitaine 1.
La chaussée compte une voie de circulation automobile dans chaque sens. Elle est bordée de chaque côté par une bande cyclable.

### Voies rencontrées
La route de Blagnac rencontre les voies suivantes, dans l'ordre des numéros croissants (« g » indique que la rue se situe à gauche, « d » à droite) :
1. Port de l'Embouchure
2. Rue Paul-Bernies (g)
3. Rue Franz-Schubert (d)
4. Rue Edmond-Guyaux (g)
5. Rue de la Fourmi (g)
6. Impasse des Bons-Amis (g)
7. Rue des Artistes (g)
8. Rue de l'Abbé-Julien-Naudin (g)
9. Rue Giacomo-Puccini (d)
10. Rue Miramar (g)
11. Rue Louis-Hérold (g)
12. Rue Jean-Gayral (d)
13. Rue du Soleil-d'Or (g)
14. Rue Ticky-Holgado (g)
15. Rond-point Jean-Bégué
16. Chemin de la Garonne (g)
17. Chemin de Garric (d)
18. Passage André-Chaubet - accès piéton (d)
19. Chemin Roques (g)
20. Rond-point Pierre-Mounicq
21. Chemin Roques (d)
22. Autoroute A621 - Échangeur no 1 (d)
23. Chemin de la Garonne (g)
24. Avenue Salvador-Dali (d)
25. Pont de Blagnac

### Transports
La route de Blagnac est parcourue et desservie dans sa première partie, entre le port de l'Embouchure et le rond-point Jean-Bégué, par les lignes de Linéo L1 et de bus 70.
Plusieurs stations de vélos en libre-service VélôToulouse se trouvent le long de la route de Blagnac ou dans les rues voisines, toutes entre le port de l'Embouchure et le rond-point Jean-Bégué : les stations no 131 (15 rue Paul-Bernies), no 219 (35 rue Puccini) et no 240 (103 bis route de Blagnac).

## Odonymie
La route de Blagnac tient son nom de ce qu'elle conduit de Toulouse à la commune voisine de Blagnac. Au cours des siècles, plusieurs chemins ont également porté ce nom. Au XVIIe siècle, le premier chemin de Blagnac avait pour origine la porte de Lascrosses (emplacement de l'actuel no 15 rue Lascrosses), au nord du rempart de Toulouse. Il traversait le faubourg de Lascrosses (emplacement de l'actuelle esplanade Compans-Caffarelli) jusqu'au chemin du Béarnais (actuelle rue du Béarnais), pour aboutir au pré des Sept-Deniers en longeant le domaine du Petit Gragnague (actuelles rues Jean-Marie-Ritay, Montmorency, Raymond-Daydé et Jean-Gayral). De là, le chemin obliquait au nord-ouest, suivant une partie de l'actuelle route de Blagnac. Au carrefour des Trois-Chemins (actuel rond-point Jean-Bégué), il se prolongeait au nord (actuel chemin de la Garonne), puis longeait la Garonne jusqu'à un bac qui franchissait le fleuve. Le tracé de ce chemin fut bouleversé une première fois, à la fin du XVIIe siècle, par le creusement du canal du Midi : la première partie, entre la porte de Lascrosses et la route actuelle n'était plus désignée, au XVIIIe siècle, que comme l'« ancien chemin » de Blagnac, tandis qu'une voie nouvelle, tracée depuis le port de l'Embouchure, en prenait le nom. Une nouvelle modification eut lieu à la suite de la construction du premier pont suspendu de Blagnac, inauguré en 1844 : à partir des Trois-Chemins, la route de Blagnac fut déplacée plus à l'est, suivant le tracé actuel.

## Patrimoine et lieux d'intérêt

### Espace JOB
Labélisé ACR (2017).

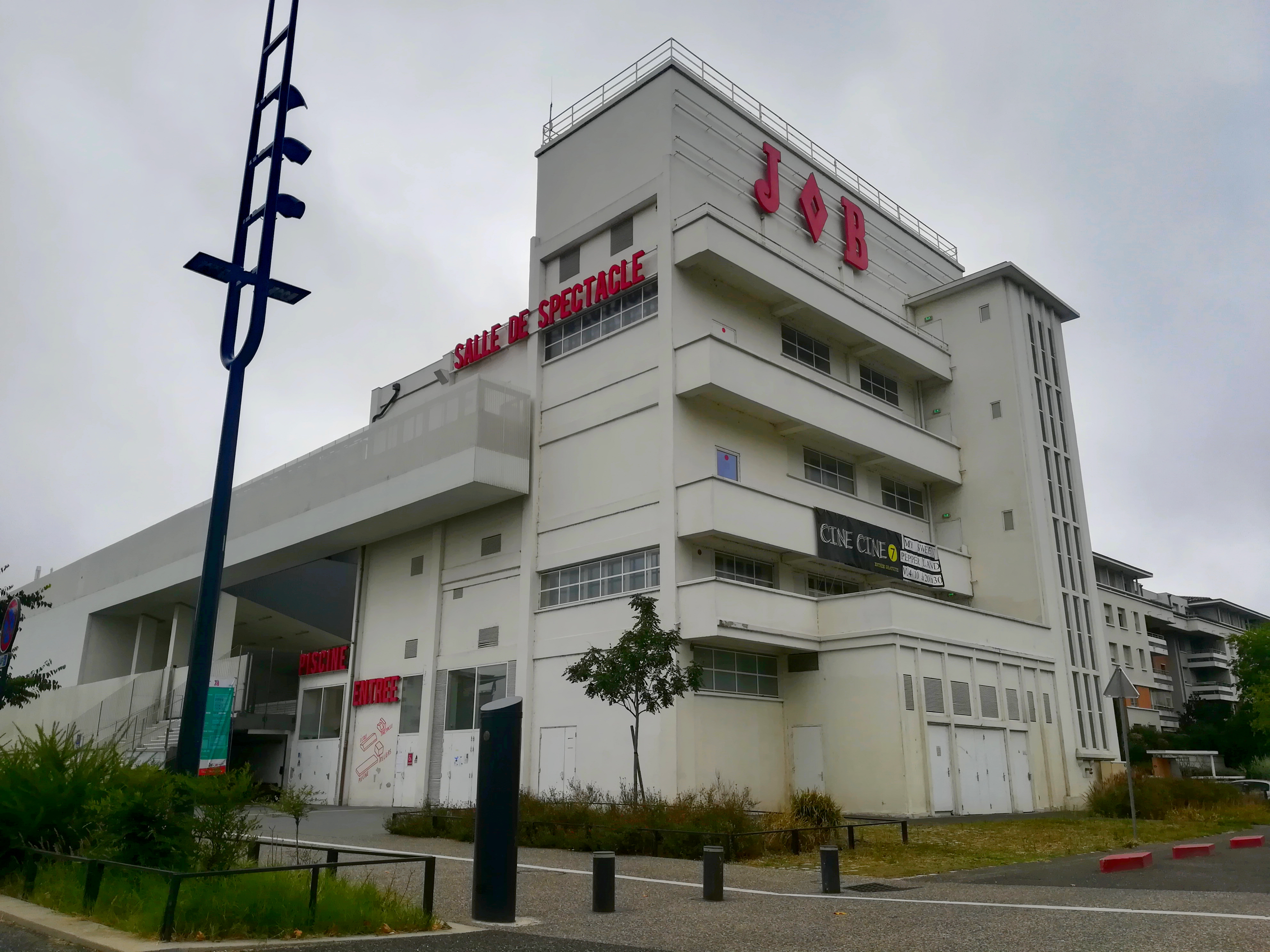
no 105 : l'« immeuble Amiral » de l'ancienne usine JOB.

Le bâtiment qui abrite l'Espace JOB, l'« immeuble Amiral », est le dernier vestige de l'usine de papeterie JOB des Sept-Deniers. L'édifice est construit en 1931 par l'architecte Pierre Thuriès. Le choix est fait, pour un bâtiment à vocation industrielle, d'une architecture résolument moderne, capable de refléter les ambitions de l'entreprise : le « paquebot », bâti en béton, est représentatif du style Art déco. Les lignes horizontales, soulignées par des balcons filants, se détachent sur l'enduit blanc. Le corps d'entrée, qui s'apparente à une tour-signal, domine la place qui lui fait face.
En 2001, après des déboires industriels et judiciaires, l'usine des Sept-Deniers est fermée. Le site est dévolu à une vaste opération immobilière, dans le cadre de la ZAC JOB et les bâtiments sont démolis. Seul l'« immeuble Amiral », racheté par la ville de Toulouse en 2004, est conservé à la suite de la mobilisation des habitants du quartier et des anciens ouvriers. En 2011, le bâtiment est réhabilité par l'agence PPA Architectures, composée de Jean-Manuel Puig, Guillaume Pujol, Charles Séguier et Olivier Companyo. Il abrite la piscine Jean-Boiteux, une salle de spectacle, une école de musique et la maison des jeunes et de la culture (MJC) du quartier des Sept-Deniers. Il accueille ainsi de nombreux évènements citoyens et culturels. Il est co-géré par la mairie et le collectif JOB, dont sont membres plusieurs associations locales.

### Église Saint-Jean-Baptiste

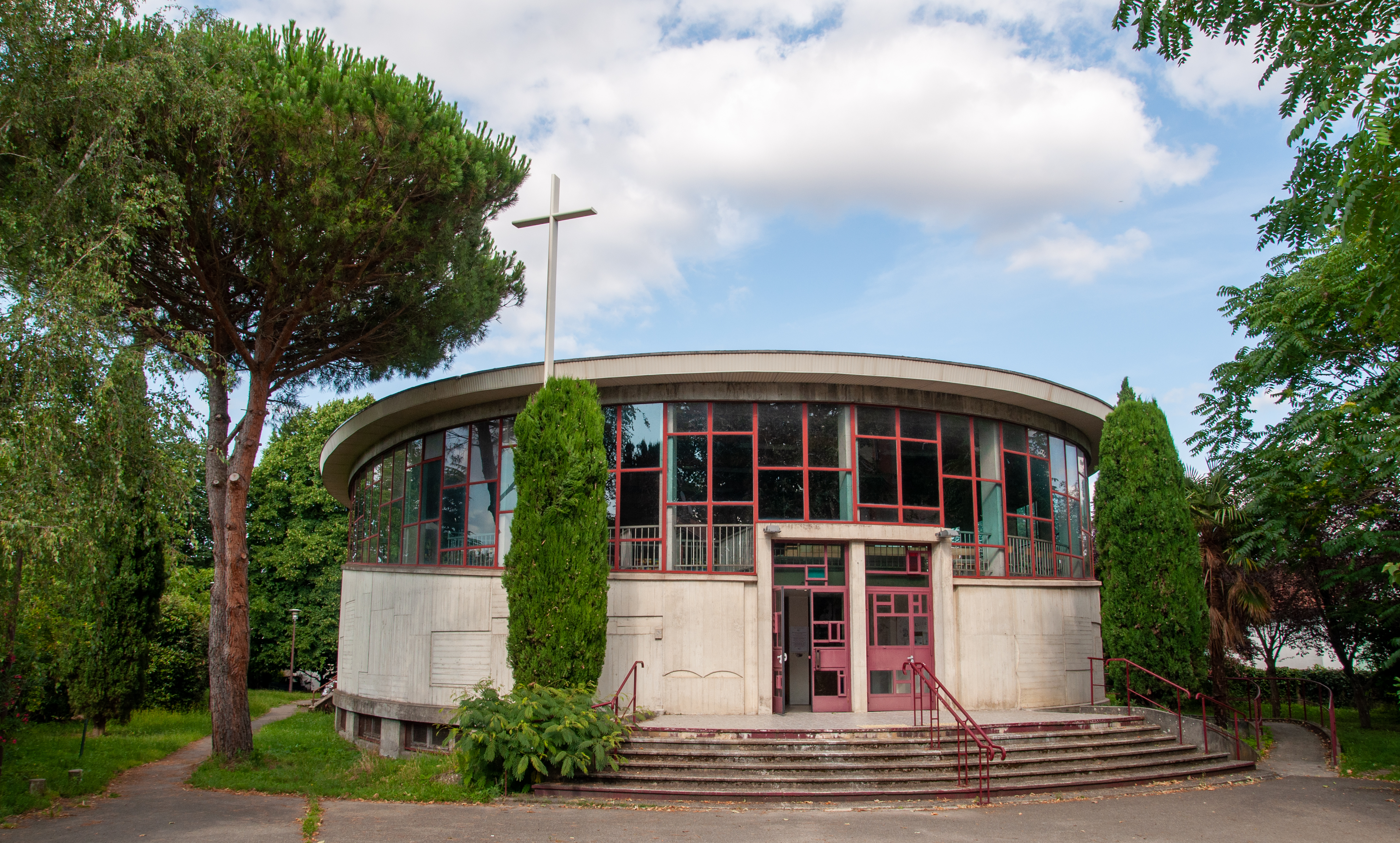
no 62 : l'église Saint-Jean-Baptiste.

Une chapelle, de style néo-roman, est construite au milieu du XIXe siècle pour desservir la population du faubourg des Sept-Deniers. En mauvais état, elle est démolie au milieu du XXe siècle. Les plans de la nouvelle église sont confiés à l'architecte Jean Montier, qui mène les travaux entre 1965 et 1966. Il adopte pour l'édifice un langage résolument moderne.
L'église s'élève au cœur d'une parcelle arborée de 3 700 m2 environ, accessible par la route de Blagnac (actuel no 62) et la rue Franz-Schubert (actuel no 47 bis). Elle possède un plan original, en ellipse, d'environ 33 mètres dans son plus grand diamètre, sur 22 mètres dans son plus petit diamètre. Le béton banché est laissé brut de décoffrage, ce qui permet un jeu d'alternance entre bandeaux verticaux et horizontaux. L'espace intérieur est complètement dégagé, éclairé par un bandeau de vitraux colorés qui en fait le tour, et couvert d'une charpente en bois lamellé-collé.

### Immeubles et maisons
- no  37 : maison toulousaine[8].
- no  38 : maison[9].

- no  69 : cité Madrid. 
La cité Madrid est construite entre 1931 et 1939, sur les plans de l'architecte de la ville, Jean Montariol, au profit de l'Office public d'habitations à bon marché (OPHBM) de Toulouse. Elle compte sept bâtiments, pour un ensemble de 182 logements, disposés au cœur d'un parc et desservis par une allée centrale bordée de platanes – actuelle allée de l'Abbé-Julien-Naudin. Les immeubles, d'une hauteur maximale de deux étages, sont bâtis en brique. Les façades, couvertes d'un enduit clair, sont rythmées par les travées d'entrée surmontées de petites fenêtres jumelées. Les balcons ont des ferronneries aux motifs géométriques simples. Les porches et les frontons-pignons ont été réalisés dans les années 1980 à la suite de travaux de modernisation (installation du chauffage et de salles d'eau). 
En 1950 et en 1969, trois bâtiments supplémentaires, pour un total de 89 logements, sont construits par l'architecte Louis Cazelles (actuels no 1-3 et 21-23 ; no 2 et 8-10 allée de l'Abbé-Julien-Naudin). Ils s'élèvent sur trois étages et présentent des façades rythmées par l'alternance verticale des pleins et des vides des balcons. En 2012, deux immeubles anciens sont démolis au profit de la construction par l'architecte Danièle Damon de l'immeuble La Castille (actuels no 4-8 impasse de l'Abbé-Julien-Naudin), pour 23 logements, qui respecte les normes de construction BBC. Il comprend trois corps de bâtiment disposés en forme de U d'une hauteur de quatre étages. Les murs des façades sont bâtis en béton cellulaire, utilisé pour ses propriétés d'isolation thermique et phonique La toiture-terrasse comporte également des panneaux photovoltaïques[10]. La résidence La Rioja est construite à l'emplacement d'une maison entre 2020 et 2021 (actuels no 4-6 allée de l'Abbé-Julien-Naudin).

- no  77 : maison. 
La maison est construite en 1926 dans un style inspiré par l'Art déco. Au rez-de-chaussée, la porte d'entrée et les fenêtres sont surmontées de frises de petits carreaux en céramique vernissée et de corniches en ciment. Les fenêtres ont également des appuis en ciment et des garde-corps en fonte. À l'étage, les fenêtres latérales sont en plein cintre et ont un linteau en ciment, surmonté de vitraux. Elles sont reliées par un large bandeau orné des mêmes carreaux en céramique vernissée. Sur le côté droit, la maison est bordée par un jardin, fermé sur la rue par un mur de clôture en ciment[11].

- no  81 : immeuble. 
L'immeuble est construit dans la deuxième moitié du XXe siècle, à l'angle de la rue Louis-Hérold. Au rez-de-chaussée, l'entrée de l'ancien café Cany (actuel tabac des Sept-Deniers) est ornée d'une œuvre en carreaux de lave émaillée de Jérôme Potier[11].

- no  89 : maison toulousaine.
- no  113 : maison toulousaine.

- no  114 : maison. 
La maison est construite dans la deuxième moitié du XXe siècle, à l'angle du chemin de Garric[12]. En 2016, le mur latéral aveugle a été couvert de l'œuvre d'un graffeur toulousain, Korail[13].

- no  119 : maison.

- no  127 : maison toulousaine. 
La maison, une ancienne ferme de maraîcher, est construite dans le premier quart du XXe siècle. Elle est placée perpendiculairement à la route de Blagnac et orientée au sud. Elle est en assises de brique et de galet alternées et s'élève sur deux niveaux – un rez-de-chaussée et un comble à surcroît – séparés par un cordon de brique. L'étage de comble est percé d'ouvertures décorées de motifs en terre cuite. Devant, la cour est ouverte sur la route par une porte charretière[14].

- no  139 : maison toulousaine[15].

- no  139 bis : maison. 
La maison, construite dans les années 1930, est représentative de l'architecture néo-basque, qui se diffuse dans les faubourgs toulousains durant l'entre-deux-guerres. Le mur de clôture, sur la route, est ouvert par un grand portail, pour la voiture, et un portillon, pour les piétons, voûtés en plein cintre et couverts de tuiles. La maison, en fond de parcelle, s'élève sur trois niveaux. Le rez-de-chaussée est occupé par le garage, dans l'axe du portail, et des pièces de service. Sur le côté droit, un escalier mène au 1er étage, occupé par les pièces de vie. Le niveau de comble est rythmé par les lignes verticales du faux colombages et les faux corbeaux qui figurent un encorbellement. Les corps de bâtiments sont couverts de toitures à deux pans dissymétriques[16].

- no  148 : maison.

### Œuvres publiques
- Monument aux morts des Sept-Deniers. 
Le monument aux morts du quartier des Sept-Deniers est élevé en 1923 par le comité de quartier en souvenir des morts de la Première Guerre mondiale. Le monument se compose d'une stèle et d'un groupe sculpté en pierre. L'ensemble est posé sur un socle de deux marches. À l'avant, une jeune fille, figure allégorique de la France, est assise. Dans une attitude pensive et recueillie, elle laisse reposer sa tête dans sa main. Elle est surmontée par le buste d'un poilu, enroulé dans un drapeau, et de la dédicace "A NOS MORTS", entourée de feuillages. De part et d'autre figurent les listes des noms des soldats, classés par ordre alphabétique. Des plaques de marbre, portant les noms des morts de la Seconde Guerre mondiale, ainsi que des conflits coloniaux en Indochine et en Afrique du nord, ont été ajoutées[17].

- Monument à l'abbé Julien Naudin. 
Le monument est dédié à la mémoire de l'abbé Julien Naudin (1882-1968). Il est ordonné prêtre en 1906 et reçoit la charge de la paroisse des Sept-Deniers. En 1942, il entre en résistance au sein du mouvement Combat. Il ouvre son presbytère aux résistants et héberge les personnes qui rejoignent l'Espagne. Le 18 novembre 1943, il célèbre un service pour la mort d'Edmond Guyaux, un résistant du quartier. Le 15 janvier 1944, il est arrêté par la police allemande et interné à la prison Saint-Michel, puis déporté au camp de Neuengamme, et finalement à Dachau. Après la libération du camp en mai 1945, il revient à Toulouse[18],[19].

## Personnalités
- Edmond Guyaux (1922-1943) : né à Vireux-Wallerand (Ardennes), il suit ses études au lycée de garçons de Toulouse (actuel lycée Pierre-de-Fermat) pour entrer à l'École coloniale. Il habite un logement de la cité de Madrid. En 1943, réfractaire au Service du travail obligatoire (STO), il rejoint le maquis Bir-Hakeim, de l'Armée secrète, qui se déplace entre l'Aveyron et l'Hérault. Il est capturé par les Allemands près du hameau de Douch. Il est transféré à l'hôpital de Béziers, à la Citadelle de Perpignan, puis à Toulouse, dans les prisons Furgole et Saint-Michel. Il est condamné à mort par un tribunal militaire allemand et exécuté le 8 novembre. Son corps est enseveli dans une fosse commune du camp de Bordelongue (emplacement de l'actuel no 274 route de Seysses)[18],[20].

- Gabriel Pradal (1891-1965) et Carlos Pradal (1932-1988) : peintre d'origine espagnole, né à Madrid, fils de Gabriel Pradal, député républicain et socialiste d'Almeria, Carlos Pradal a grandi entre 1940 et 1956 dans un appartement de la cité de Madrid (actuel no 26 allée de l'Abbé-Julien-Naudin).